# Francis Joseph Spellman
Francis Joseph Spellman, ameriški duhovnik, škof in kardinal, * 4. maj 1889, Whitman, † 2. december 1967.

## Življenjepis
14. maja 1916 je prejel duhovniško posvečenje.
30. julija 1932 je bil imenovan za pomožnega škofa Bostona in za naslovnega škofa Sile; 8. septembra istega leta je prejel škofovsko posvečenje.
15. aprila 1939 je postal nadškof New Yorka in 11. decembra istega leta vojaški škof Vojaškega ordinariata ZDA. 
18. februarja 1946 je bil imenovan za kardinala-duhovnika (s titulo Santi Giovanni e Paolo v Rimu) 
Septembra 1957 je bil imenovan obenem še za vojaškega apostolskega vikarja ZDA. 
Umrl je kot kardinal in nadškof New Yorka 2. decembra 1967.